# Depósito de queda

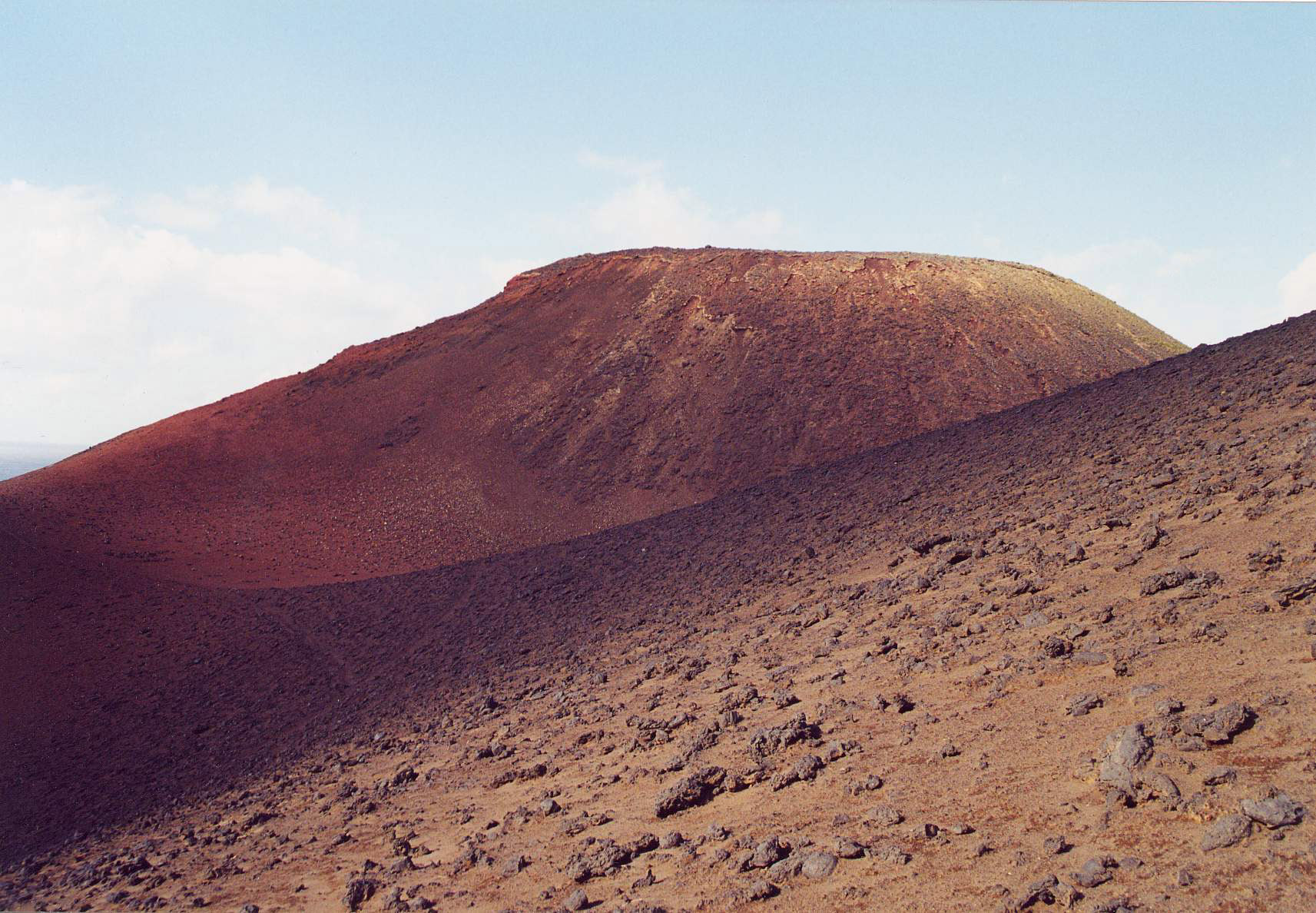
Depósitos piroclásticos contendo cinzas, lapilli e bombas da erupção do Vulcão dos Capelinhos na ilha do Faial (Açores).

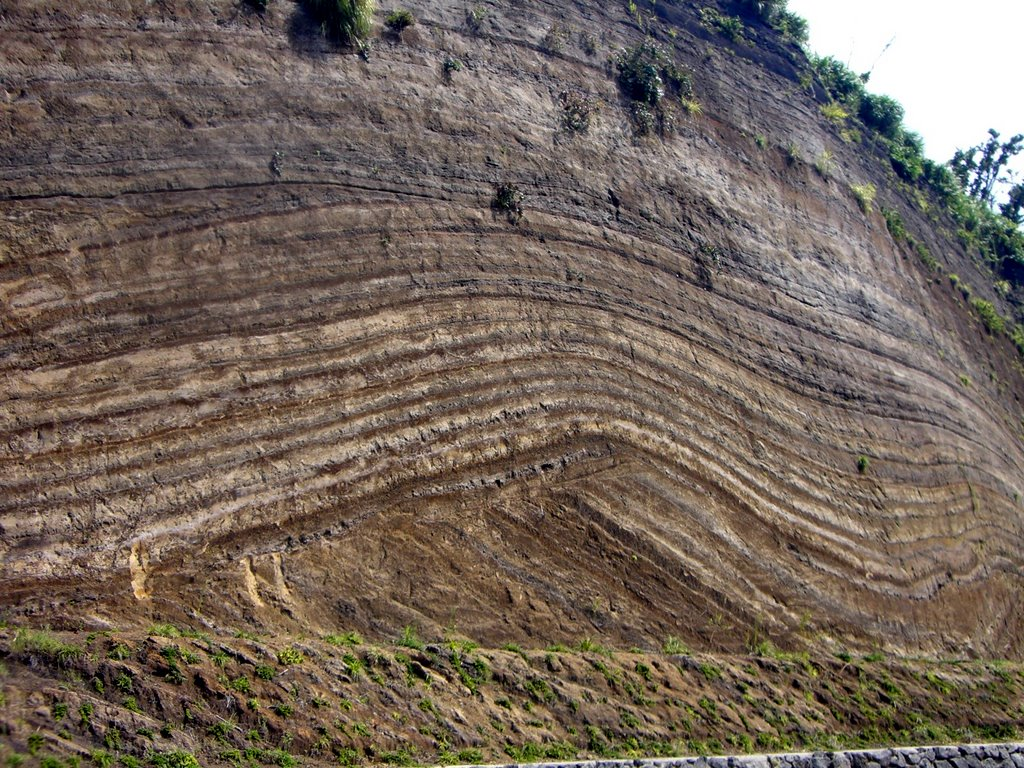
Camadas maciças de cinzas na ilha vulcânica japonesa de Izu-Ōshima.

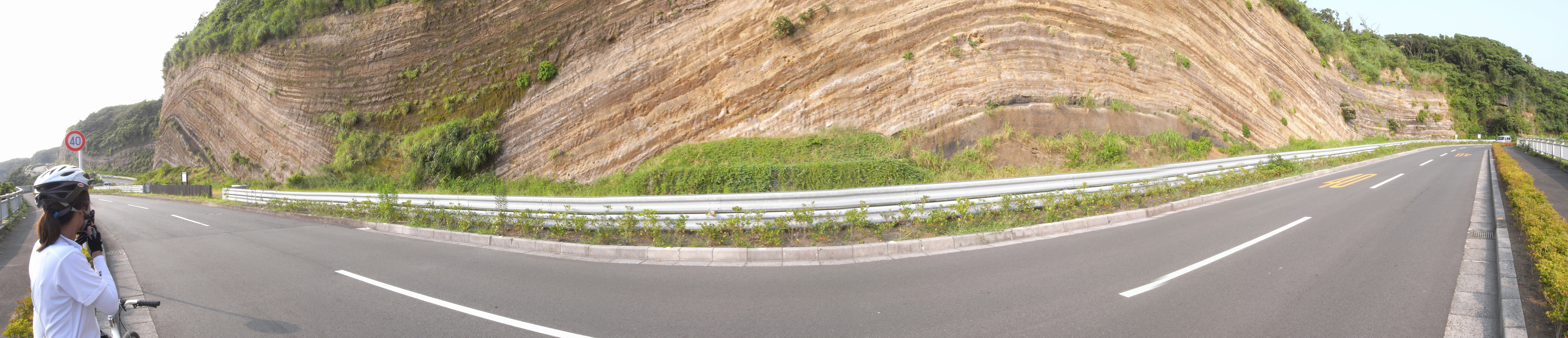
Estratos de queda piroclástica de cinza vulcânica no vulcão Izu Ōshima, no Japão. As cinzas caíram sobre uma superfície irregular do solo. As camadas de cinzas não foram dobradas após a deposição.

Depósito de queda piroclástica é a designação dada em vulcanologia a um depósito uniforme de material que foi ejectado por uma erupção vulcânica ou que se depositou a partir de uma pluma vulcânica, como uma queda de cinzas, escórias ou outros piroclastos, ou ainda sob a forma de um tufo vulcânico.

## Descrição
Em vulcanologia, designam-se por depósitos de queda piroclástica os depósitos piroclásticos que se formam a partir de piroclastos durante uma ejeção explosiva de materiais vulcânicos, neles se incluindo os materias de ejeção direta balística e os materiais ejectados que são inicialmente mantidos em suspensão por turbulência na coluna de erupção, os quais depois de um período à deriva na atmosfera, impulsionados pelos ventos, caem por ação direta da gravidade ou são arrastados para o solo por processos atmosféricos (chuva e vento). Nesse contexto, os depósitos de queda piroclástica são o resultado de um dos seguintes processos:
- Transporte balístico de materiais ejectados, tais como blocos vulcânicos, bombas vulcânicas e lapilli de explosões vulcânicas;
- Deposição de material proveniente de nuvens convectivas associadas a fluxos piroclásticos, tais como quedas de coignimbritos;
- Materiais ejectados transportados em jactos de gás de uma chaminé, a partir da qual, o material, sob a ação da gravidade, se deposite a partir de uma pluma de erupção ou de uma coluna de erupção;
- Materiais ejectados depositados a partir de uma pluma eruptiva ou coluna de erupção que é deslocada lateralmente pelas correntes de vento e se disperse a grandes distâncias.

Ao contrário dos depósitos de queda piroclástica, os depósitos de fluxo piroclástico são formados a partir de correntes de densidade no seio dos fluxos piroclásticos.

### Origem
Os depósitos de queda piroclástica formam-se principalmente a partir de colunas eruptivas primárias e relativamente estáveis de erupções do tipo pliniano. No entanto, os piroclastos também podem ser precipitados por nuvens de convecção (a nuvens fénix), que se formam secundariamente a partir de correntes de densidade piroclástica. Uma vez que estas nuvens de convecção secundárias contêm geralmente apenas material mais fino, estes depósitos de queda piroclásticos são também sempre de grão relativamente fino. Uma caraterística típica destes depósitos de queda formados a partir de nuvens de convecção secundárias é a intercalação e o entrelaçamento com depósitos de fluxo piroclástico.
Os depósitos de queda piroclástica são ordenados de acordo com o tamanho das partículas em toda a área dos depósitos de uma erupção. Os maiores componentes caem geralmente perto do local da erupção. As partículas de cinzas grossas podem ser transportadas por muitos quilómetros. As partículas finas de cinzas podem ser lançadas para zonas mais altas da atmosfera e circular em torno da Terra durante meses ou mesmo anos. As partículas mais finas de cinzas formam frequentemente núcleos de condensação para os aerossóis, pequenas gotículas de água nas quais o gás vulcânico se dissolveu.
Na vizinhança imediata dos vulcões, no entanto, os depósitos de queda piroclástica são quase sempre mal ordenados no perfil e em relação a outros depósitos clásticos, uma vez que a elevada turbulência dentro da pluma de erupção permite a precipitação de piroclastos de diferentes tamanhos. Os componentes maiores podem, portanto, precipitar-se muito mais cedo do que seria de esperar da velocidade de ejeção, da altura da ejeção e do tamanho do componente. O inverso também é verdadeiro; a turbulência pode impedir a precipitação "normal" e, por isso, são transportados para mais longe do local da erupção do que seria possível quando apenas submetidos à acção da gravidade, com base na velocidade de ejeção, na altura da ejeção e no tamanho do componente. A isto junta-se a deriva causada pelo vento, que geralmente cresce de velocidade à medida que a altura da pluma de erupção aumenta. 
Os depósitos de queda piroclástica arrastados pelo vento são, portanto, geralmente relativamente bem seleccionados, uma vez que a turbulência diminui a distâncias maiores da erupção e deixa de desempenhar um papel importante na deposição. Predomina a seleção pelo vento ou pela velocidade do vento. No entanto, apenas as partículas mais finas podem ser arrastadas pelo vento e apenas tufos de cinzas são depositados.
Os depósitos de queda piroclástica arrastados pelo vento podem ser depositados a centenas ou mesmo milhares de quilómetros do local da erupção. Os piroclastos são frequentemente misturados com outras partículas de sedimentos e são depositados como tufitos.
Os depósitos de queda piroclástica são quase sempre sedimentos soltos, também conhecidos como tefras ou bagacinas. Devido ao transporte balístico, turbulento ou eólico, os piroclastos são geralmente arrefecidos a tal ponto que já estão sólidos quando são depositados. A fusão (ou mesmo a refusão) dos componentes ou a deformação da plasticidade dos componentes é, portanto, muito escassa. Só na zona de transição para a atividade efusiva de um vulcão, por exemplo, durante a atividade de ejeção de lava, pode ocorrer a fusão de rocha básica, por exemplo ser ejectada lava fluida, que é deformada quando atinge o solo ou pode solidificar e formar escórias de soldadura.

### Estrutura e dispersão
Os depósitos de queda piroclásticos seguem uma tendência bem selecionada e bem acamada. Apresentam acamamento de manto, com os depósitos a sobreporem-se diretamente à topografia preexistente e manterem uma espessura uniforme em distâncias relativamente curtas. A classificação por tamanho do fragmento é mais pronunciada do que a dos surtos piroclásticos ou fluxos piroclásticos. A sedimentação precoce de cristais e fragmentos líticos perto de uma abertura eruptiva e de fragmentos vítreos mais afastados é uma tendência comum observada durante muitas erupções. A erupção de La Soufrière em 1902 ejectou uma grande coluna de erupção que quando assentou perto da abertura continha 73% de cristais, e as cinzas depositaram-se na Jamaica a 1.600 km de distância consistiam inteiramente em pó de vidro.
A distribuição das cinzas piroclásticas depende em grande parte da direção do vento a altitudes intermédias e elevadas, especialmente dos ventos entre aproximadamente 4,5 - 13 km acima da chaminé vulcânica. A tendência geral da dispersão piroclástica é mostrada usando isópacas (que são análogos aos contornos do mapa topográfico, embora ilustrem linhas de igual espessura em vez de elevação) e mostram a dispersão como alongada seguindo a direção do vento.
A erupção do vulcão Krakatoa (Indonésia), em 1883, produziu uma coluna de erupção que se elevou a mais de 50 km. Um fluxo de cinzas desta explosão foi identificado a 2.500 km a oeste do vulcão. A área total de queda piroclástica reconhecível foi superior a 800,000 km2. As cinzas piroclásticas circundaram o globo em 13,5 dias e, a altitudes entre 30 e 50 km, a velocidade média foi de 12 km/h. As cinzas permaneceram na alta atmosfera e produziram pores-do-sol brilhantes durante muitos anos, baixando a temperatura global em 0,5 °C durante pelo menos cinco anos.
A erupção de 1912 no Valley of Ten Thousand Smokes (Alasca) cobriu uma área superior a 100 000 km2 até uma profundidade de 6 mm.

### Variações de composição e classificação
As quedas piroclásticas apresentam variações laterais e geralmente verticais na natureza e tamanho dos fragmentos. Este fenómeno é geralmente conhecido como uma inversão da câmara magmática.
A erupção de 79 d.C. do Monte Vesúvio produziu a camada de pedra-pomes de Pompeia, considerada um exemplo de variações laterais e verticais dos depósitos de queda piroclástica. O depósito é bem selecionado, com densidade e tamanho da pedra-pomes, e o conteúdo e tamanho dos fragmentos líticos aumenta para cima. A camada inferior da pedra-pomes é uma pedra-pomes branca, rica em materiais félsicos, com uma pedra-pomes máfica, de coloração cinzenta mais escura, que a recobre. Estas alterações representam o aumento do vigor da erupção. A parte superior máfica do depósito reflecte o aumento da profundidade da origem ou da composição da câmara magmática (a lava máfica é mais densa e deposita-se no fundo da câmara, assim como os cristais que aí se depositam, como por exemplo, a olivina). Esta unidade representa uma inversão da câmara magmática, uma vez que materiais progressivamente mais profundos da câmara foram extruídos à medida que a erupção avançava.
Em função das suas características, os depósitos de queda piroclásticos podem ser categorizados de acordo com o tamanho do grão e génese petrológica:
- Aglomerados piroclásticos, especialmente escórias de soldadura, ver também bomba vulcânica;
- Brechas piroclásticas, especialmente escórias de soldadura, ver também bloco vulcânico;
- Tufo brechoso
- Tufo de bagacinas
- Depósito de bagacina
- Tufo de cinzas.

No entanto, esta categorização não se aplica apenas a depósitos de queda piroclástica, mas também a depósitos de fluxo piroclástico. Embora estes depósitos possam também formar sedimentos soltos, são normalmente tão quentes que os piroclastos transportados e depositados são novamente fundidos e aglutinados (tufos fundidos ou ignimbritos).

## Interação com a atmosfera
As grandes erupções vulcânicas podem desencadear violentas trovoadas e intensa precipitação devido à rápida ascensão do ar húmido a grandes altitudes e a posterior sucção de massas de ar húmido. As partículas finas de cinzas actuam como núcleos de condensação na formação de gotículas.
Um encontro fortuito entre uma tempestade tropical (ciclónica) ou uma área de baixa pressão e uma pluma de erupção pode também resultar em forte precipitação na vizinhança imediata da pluma de erupção. Esta precipitação pode lavar grandes quantidades de material piroclástico fino e causar uma chuva de lama.